# ROU Uruguay (DE-1)
El ROU Uruguay (DE-1), originalmente botado como USS Baron (DE-166), fue un destructor de escolta clase Cannon que sirvió en la Armada Nacional de Uruguay entre 1952 y 1990. Inicialmente, sirvió en la guerra del Pacífico con la Armada de los Estados Unidos entre 1943 y 1945.

## Construcción y características
El buque fue construido por el Federal Shipbuilding and Drydock Company en Newark, estado de Nueva Jersey. Los trabajos iniciaron en diciembre de 1942, el casco fue botado el 9 de mayo de 1943 y el buque entró en servicio el 5 de julio de 1943. El Baron tenía 93,3 metros de eslora, 11,2 metros de manga y 4,3 metros de calado. Era propulsado por cuatro motores diésel General Motors Mod. 16-278A —6000 shp de potencia—, con los que desplazaba 1420 toneladas con carga estándar y 1900 t a plena carga.
Su nombre, Baron, homenajeaba al teniente comandante Richard S. Baron, quien murió el 15 de marzo de 1942 durante el bombardeo de Cebú, Filipinas.

## Servicio
El Baron partió de Nueva York hacia al océano Pacífico en octubre de 1943. Sirvió prestando apoyo de fuego en el desembarco de Hollandia, el ataque en Truk, Satawan y Ponape, la batalla de Saipán y la captura de Guam. El Baron recibió tres estrellas de batallas por su desempeño en la Segunda Guerra Mundial.
En 1946, la fue dado de baja.
En mayo de 1952, Estados Unidos transfirió los destructores Baron y Bronstein a Uruguay, quien los renombró como «Uruguay» y «Artigas», respectivamente.
El Uruguay participó del operativo UNITAS X en 1969.
El buque causó baja en 1980.